# Stenichnus foveola
Stenichnus foveola är en skalbaggsart som beskrevs av Claudius Rey 1888. Stenichnus foveola ingår i släktet Stenichnus, och familjen glattbaggar. Arten har ej påträffats i Sverige.